# Cetingrad
Cetingrad (dawniej Cetin-Grad i Vališ Selo) – wieś w Chorwacji, w żupanii karlowackiej, siedziba gminy Cetingrad. W 2011 roku liczyła 319 mieszkańców.
Leży w Kordunie, na wysokości 239 m n.p.m., 19 km na północny wschód od Slunja. Przebiega przezeń droga ze Slunja do bośniackiej Velikiej Kladušy. Miejscowa gospodarka oparta jest na rolnictwie i przemyśle spożywczym.
Pierwsza historyczna wzmianka o Cetingradzie pochodzi z 1334 roku.